# Tren de tránsito autónomo
El tren de tránsito autónomo o ART (Autonomous Rail Rapid Transit) es un autobús de tránsito rápido eléctrico con un sistema de guiado semiautónomo que no requiere de catenaria ni rieles. Ha sido desarrollado por el Instituto Zhuzhou CRRC y fue presentado públicamente el 2 de junio de 2017 en la provincia de Hunán, China.
Este sistema ha sido descrito por sus fabricantes como una mezcla entre un autobús y un tren o tranvía. Su apariencia externa, compuesta por secciones individuales unidas por pasarelas articuladas, se asemeja a un tranvía, pero utiliza neumáticos de goma y tiene las dimensiones y la flexibilidad suficiente para moverse como un autobús articulado.
Un subtipo más reciente de este medio de transporte es el DRT (Digital Rail Rapid Transit), un autobús visualmente similar pero con un grado de automatización menor. Este sistema de navegación utiliza marcadores magnéticos codificados con información digital incrustados debajo del pavimento para funcionar como vías virtuales.

## Descripción
Un ART con tres secciones articuladas mide aproximadamente 30 metros, puede viajar a una velocidad de 70 km/h y llevar a unos 300 pasajeros, mientras que un vehículo de 5 segmentos articulados tendría una capacidad máxima de 500 pasajeros. Un modelo de 4 secciones fue presentado en 2021 que puede cargar hasta 400 pasajeros. Dos vehículos pueden seguirse entre sí muy cerca sin estar conectados mecánicamente, similar a un control de tren de unidades multiples. Todo el vehículo tiene un diseño de piso bajo gracias a un bastidor espacial con paneles atornillados para soportar el peso de los pasajeros. Está construido como un vehículo bidireccional, con cabinas de conductor en cada extremo que le permiten viajar a velocidad plena en cualquier dirección.

## Sensores y baterías
El vehículo está equipado con varios sensores ópticos y otros tipos de sensores que permiten al vehículo, de forma automática, seguir una ruta virtual con marcas en el pavimento. También tiene un volante que permite al conductor cambiar la ruta manualmente. Un sistema de advertencia de abandono del carril ayuda a mantener el vehículo en la trayectoria correcta y advierte automáticamente al conductor si se aleja de su posición correcta. También tiene instalado un sistema de advertencia para colisiones, que permite que el conductor mantenga una distancia de seguridad con otros vehículos. Los espejos retrovisores electrónicos funcionan con cámaras ajustables a distancia y proporcionan una vista más clara que los espejos convencionales, incluido un dispositivo de atenuación automática para reducir el resplandor.
El ART se alimenta mediante baterías de titanato de litio y puede viajar una distancia de 40 kilómetros por cada carga completa. El tiempo de recarga para un tramo de 3 a 5 kilómetros es de 30 segundos, y para 25 kilómetros, 10 minutos, ya que se va recargando en las estaciones por las que pasa.

## Beneficios y limitaciones
No tener una pista permanente permite operaciones flexibles de acuerdo con las condiciones del tráfico, como por ejemplo sugiriendo desvíos en el caso de accidentes de tránsito o trabajos de construcción en curso. El sistema es capaz de interactuar con señales de comunicación inteligentes para ceder la prioridad a otros vehículos. Otro aspecto favorable es que debido a que no tiene vías que seguir, el coste del mantenimiento de la infraestructura se abarata considerablemente. 
Dado que el ART es un sistema de autobús guiado, el paso repetido de un gran número de ejes con la misma alineación exacta sobre la calzada de las ruedas (controladas por un sistema de dirección de ejes múltiples), puede provocar el desgaste localizado de la calzada, provocando la formación de surcos en el pavimento. Se ha comprobado la idoneidad del sistema para el clima invernal, pero aún no se han realizado ensayos con hielo y nieve.